# Buncha Yimchoi
Buncha Yimchoi (tiếng Thái: บัญชา ยิ้มช้อย, sinh ngày 24 tháng 5 năm 1990), là một cầu thủ bóng đá người Thái Lan thi đấu ở vị trí thủ môn.